# AQuantive
aQuantive Inc — американская онлайновая рекламная компания, поглощённая в 2007 году корпорацией Microsoft. Основана в 1997 году, штаб-квартира располагалась в городе Сиэтл.
Акции компании торговались на NASDAQ с тикером AQNT. На момент завершения деятельности, в компании работало около 2,6 тыс. сотрудников. По оценкам экспертов, доходы aQuantive в 2007 году прогнозировались в размере $615 млн.

## Поглощение компанией Microsoft
18 мая 2007 года стало известно, что Microsoft приобретает американскую онлайновую рекламную компанию aQuantive Inc. По условиям сделки, за каждую акцию aQuantive выплачивалось $66,5 наличными, что составляло премию в 85 % по отношению к рыночной цене акций компании на момент закрытия последней торговой сессии. Сделка была завершена 10 августа 2007 года, её общая сумма составила $6,333 миллиарда. До мая 2011 года (до покупки корпорацией Microsoft провайдера интернет-телефонии Skype Technologies за $8,5 млрд) эта сделка являлась крупнейшим поглощением Microsoft.

## Другие компании сектора
- DoubleClick
- ValueClick
- 24/7 Real Media